# 31st Union
31st Union (ранее 2K Silicon Valley) — разработчик видеоигр, базирующийся в Сан-Матео, Калифорния (США) и в Валенсии (Испания).

## История
Студия была основана в феврале 2019 года под названием 2K Silicon Valley, а ее главой стал Майкл Кондри — сооснователь Sledgehammer Games.
В феврале 2020 года издатель 2K сообщил о новом названии студии — 31st Union, где под цифрой 31 подразумевается штат Калифорния, в котором базируется сам разработчик. Кондри заявил, что на идеалы студии повлияли дух творчества и свободы, присущий Калифорнии и Силиконовой долине.
Помимо Кондри, студия включает в себя несколько других бывших разработчиков Sledgehammer Games. В данный момент студия работает над «амбициозным и вдохновляющим новым IP»

## Игры студии
| Год | Название                           | Платформа(-ы) | Издатель |
| --- | ---------------------------------- | ------------- | -------- |
| TBA | Неанонсированная игра по новому IP | TBA           | 2K       |